# Mona Grudt
Mona Grudt Bittrick (n. Stjørdal, Noruega; 6 de abril de 1971)
es conocida por ser la primera y, al presente, la única Miss Noruega en ganar el certamen de Miss Universo en 1990.

## Miss Universo
Grudt se convirtió en la clara favorita de los jueces, ganando las competencias preliminares (entrevista y traje de baño). Durante las semifinales, ganó los tres segmentos. Durante el concurso de Miss Universo, ella misma aparece como «La reina de la belleza del infierno» como un truco publicitario, ya que nació en la localidad de Hell, que significa «infierno» en inglés. (Además «el infierno» también significa «suerte» en noruego).
Las otras finalistas fueron Carole Gist de Estados Unidos, y Liseth Mahecha de Colombia.
Durante su reinado, apareció en el episodio Crisis de Identidad de Star Trek: The Next Generation como «Ensign Graham». Grudt fue también la última Miss Universo para acompañar a Bob Hope en su USO (gira).

## Vida posterior
Hoy en día, Grudt es la editora de revista noruega Bryllup Ditt (Tu Boda).
Además, obtuvo el segundo lugar en la versión noruega de Bailando con las Estrellas, en Noruega llamado Skal (Shall we dance).
Está casada con el estadounidense Brody Bittrick, y tienen dos hijos.